# Camisia australis
Camisia australis är en kvalsterart som beskrevs av Hammer 1958. Camisia australis ingår i släktet Camisia och familjen Camisiidae. Inga underarter finns listade.